# Croisilles (Calvados)
Croisilles ist eine französische Gemeinde mit 646 Einwohnern (Stand: 1. Januar 2022) im Département Calvados in der Region Normandie; sie gehört zum Arrondissement Caen und zum Kanton Le Hom. Die Einwohner werden Croisillais genannt.

## Geographie
Croisilles liegt etwa 20 Kilometer südsüdwestlich von Caen im Hügelland der Normannischen Schweiz. Der Fluss Orne bildet die westliche Gemeindegrenze. Umgeben wird Croisilles von den Nachbargemeinden Les Moutiers-en-Cinglais im Norden, Espins im Osten, Cesny-les-Sources mit Placy im Südosten, Esson im Süden, Thury-Harcourt im Südwesten, Curcy-sur-Orne im Westen sowie Ouffières im Nordwesten. 
Durch die Gemeinde führt die frühere Route nationale 162 (heutige D562).

## Bevölkerungsentwicklung
| Jahr                       | 1962 | 1968 | 1975 | 1982 | 1990 | 1999 | 2006 | 2012 | 2019 |
| Einwohner                  | 303  | 279  | 318  | 324  | 393  | 404  | 462  | 583  | 646  |
| Quellen: Cassini und INSEE |      |      |      |      |      |      |      |      |      |

## Sehenswürdigkeiten
- Kirche Saint-Martin aus dem 13. Jahrhundert, Monument historique
- Herrenhaus von Le Breuil aus dem 15./16. Jahrhundert
- Herrenhaus La Moissonière aus dem 17. Jahrhundert
- Lavoir von La Pillière

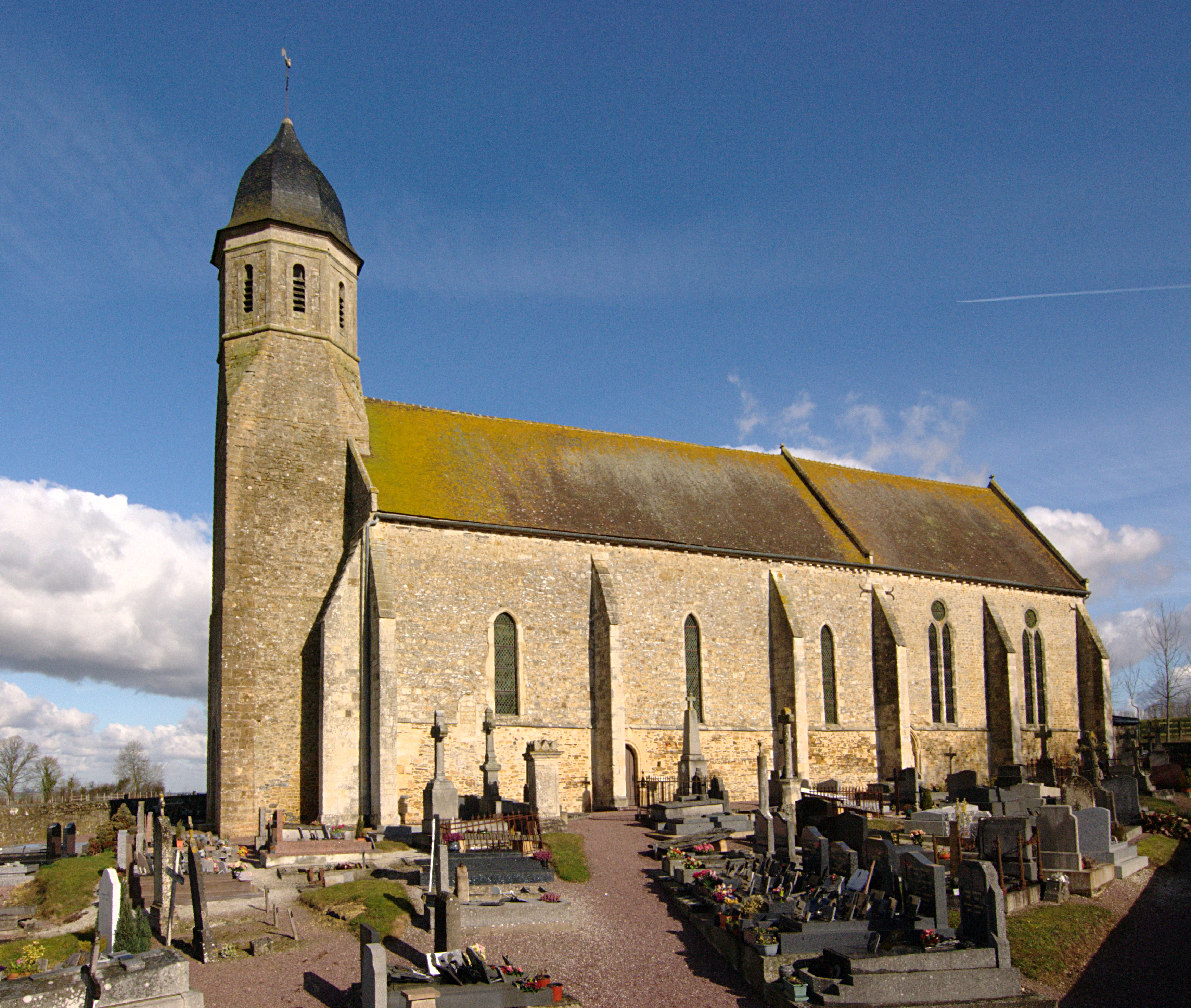
Kirche Saint-Martin
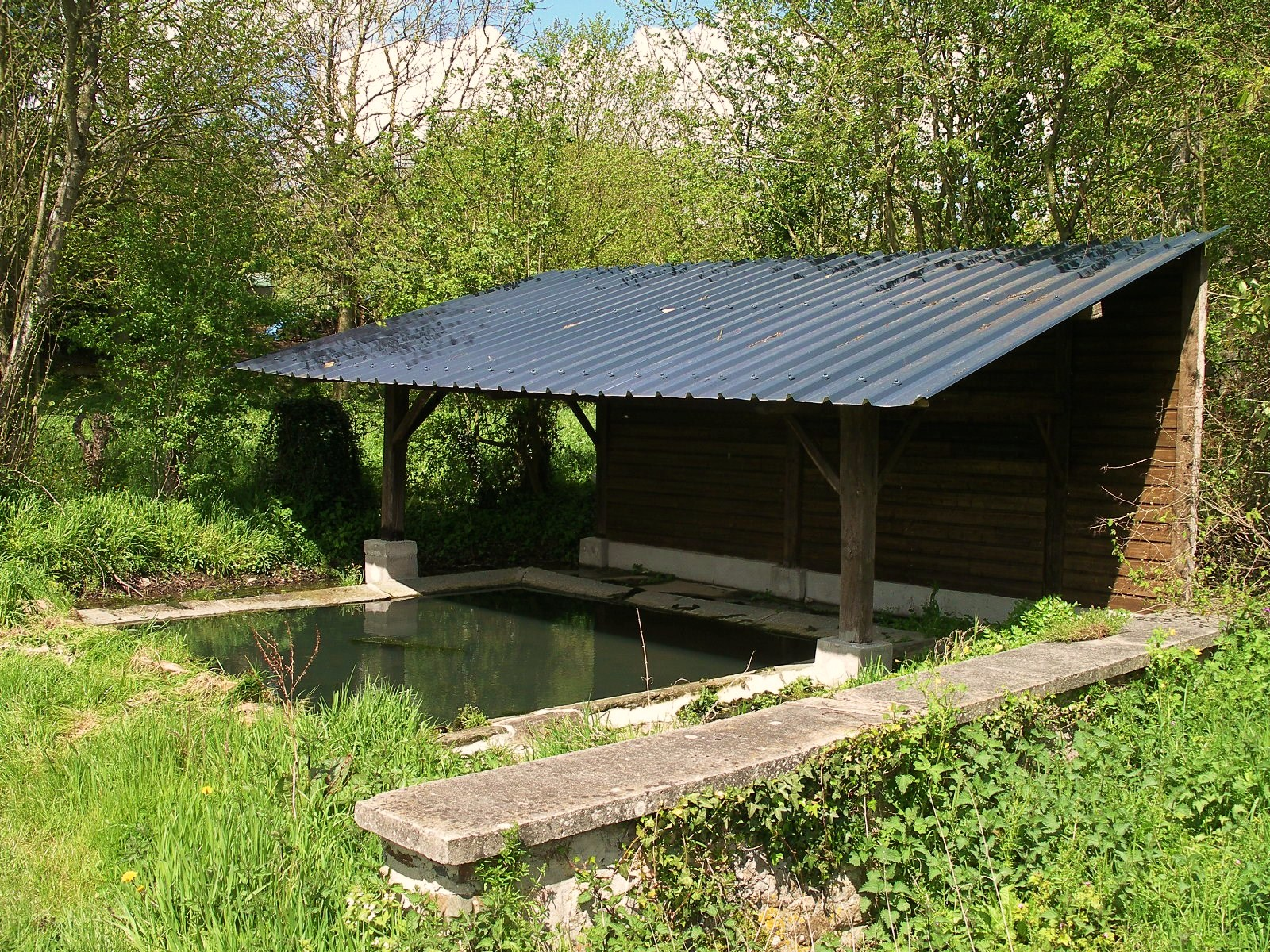
Waschhaus von La Pillière